# Енріко Джиларді
Енріко Джиларді (італ. Enrico Gilardi, 20 січня 1957) — італійський баскетболіст.
Срібний призер Олімпійських Ігор 1980 року, учасник 1984 року.
Чемпіон Європи 1983 року, бронзовий призер 1985 року.